# 森重俊也
森重 俊也（もりしげ としや）は、日本の国土交通官僚。国土交通省海事局長や、国土交通審議官を経て、初代内閣官房特定複合観光施設区域整備推進本部事務局長を務めた。退官後、日本船主協会理事長。

## 人物・経歴
山口県柳井市出身。広島大学附属高等学校を経て、1980年 東京大学法学部第2類（公法コース）卒業、運輸省入省。海上保安庁警備救難部航空安全課配属。1983年6月 総理府国鉄再建監理委員会事務局。1996年 運輸省運輸政策局観光部企画課国際業務室長。1997年 関東運輸局企画部長。2000年 運輸省海上技術安全局船員部船舶職員課長。2001年 国土交通省海事局船舶部船舶職員課長。2002年 国土交通省航空局監理部国際航空課長。2005年 国土交通省鉄道局幹線鉄道課長。2007年7月30日 国土交通省鉄道局総務課長。2009年9月8日 国土交通省大臣官房審議官（海事局・港湾局・政策統括官付）。2010年9月3日 中部運輸局長。2011年10月31日 国土交通省海事局次長。2013年5月13日 国土交通省大臣官房総括審議官。同年8月1日 国土交通省海事局長。2015年7月31日 国土交通審議官。2016年 三井住友海上火災保険顧問、高砂熱学工業顧問。2017年1月6日 内閣官房特定複合観光施設区域整備推進本部設立準備室長。同年3月24日に新設された特定複合観光施設区域整備推進本部の初代事務局長を務めた。2019年 セノン顧問、日本生命保険顧問。2020年 日本海運会館専務取締役、日本船主協会理事長。